# Alte Feuerwache Berlin-Lichtenberg
Die Alte Feuerwache Lichtenberg ist ein erhaltenes historisches Bauwerk im Berliner Ortsteil Lichtenberg in der Rathausstraße 11/12. Es wurde Ende des 19. Jahrhunderts errichtet und nach seiner späteren Außerdienststellung als Feuerwehrstandort mehrfach umgenutzt. Seit 2020 ist es ein Wohnhaus.

## Lage
Die Straße verläuft in Südost-Nordwest-Richtung zwischen Frankfurter Allee und Normannenstraße. Etwa in der halben Länge des Verkehrswegs ist die ehemalige Feuerwache an der westlichen Straßenseite positioniert. Ihre Hauptfront ist gegen die benachbarten Wohnbauten um einige Meter zurückgesetzt, damit die Fahrzeuge der Hilfseinrichtung bequem ein- und ausfahren oder ggf. noch davor abgestellt werden konnten, ohne den Fußweg zu behindern.

## Geschichte

### 19. Jahrhundert bis 1989
Das neunachsige vieretagige Backsteinhaus wurde gebaut, als Lichtenberg sich um die Verleihung der Stadtrechte bemühte (neben Krankenhaus, Schulen, Gericht usw.) Als eigenständige Gemeinde östlich von Alt-Berlin hatte es am 6. März 1876 eine Freiwillige Feuerwehr (FF) gegründet, die sich zunächst in der Dorfstraße 48/49 befand und vom Gastwirt F. Rummel geführt wurde.
Nach Fertigstellung des Rathausgebäudes konnte die Feuerwehr Remisen im südlichen Flügel beziehen. Die Mitglieder der Freiwilligen Feuerwehr wohnten in dieser Zeit in der nahe gelegenen Rathausstraße Nr. 12, darunter ein angestellter Oberfeuerwehrmann und zwei Stallmänner (Pferdewirte für die Zugtiere der fahrbaren Spritzen). Dieses Haus war nach Entwurf des Regierungsbaumeisters Hans Schütte 1897/1898 als symmetrisch angelegter Gebäudetrakt im hinteren Zugangsbereich des Rathauses errichtet worden, in dem bereits drei Remisen vorgehalten wurden. Letztendlich zog die Feuerwehr mit ihren Fahrzeugen ganz aus dem Rathausgebäude aus. Die dortigen Remisen wurden umfunktioniert. Ab 1915 befand sich nun in der Rathausstraße 12 das Kommando der Feuerwehr Berlin-Lichtenberg unter Leitung des Inspektors V. Crantz. Ein Branddirektor, zwei Oberfeuerwehrleute und ein Kutscher hatten hier auch ihre Dienstwohnungen. Auch in den Folgejahren bis 1943 änderte sich daran nichts, nur, dass in der NS-Zeit die Feuerwehrleute militärische Dienstgrade trugen und die Hilfseinrichtung Feuer-Schutz-Polizei (F.Sch.P.) genannt wurde.
Die Nutzung des Gebäudes zwischen Kriegsende und den 1950er Jahren ist nicht bekannt.
Im Jahr 1960 weist das Fernsprech- und Adressverzeichnis von Lichtenberg in der Rathausstraße 12 die Berufsfeuerwache aus, die dem Volkspolizeipräsidium unterstand. Auch daran hatte sich viele Jahre nichts geändert. 
Das Gebäude musste in den 1980er Jahren an das Ministerium für Staatssicherheit (MfS) abgegeben werden, das hier sein Gästehaus einrichtete. Ab diesem Zeitpunkt war die Feuerwehrmannschaft dieses Hauses ausschließlich für das MfS zuständig. Im Jahr 1989 gibt das Adressbuch aber gar keine Feuerwehreinrichtung für Lichtenberg an.
So entstand kurzfristig für die Freiwillige Feuerwehr Lichtenberg ein Neubau in der Storkower Straße 220.

### Seit 1990

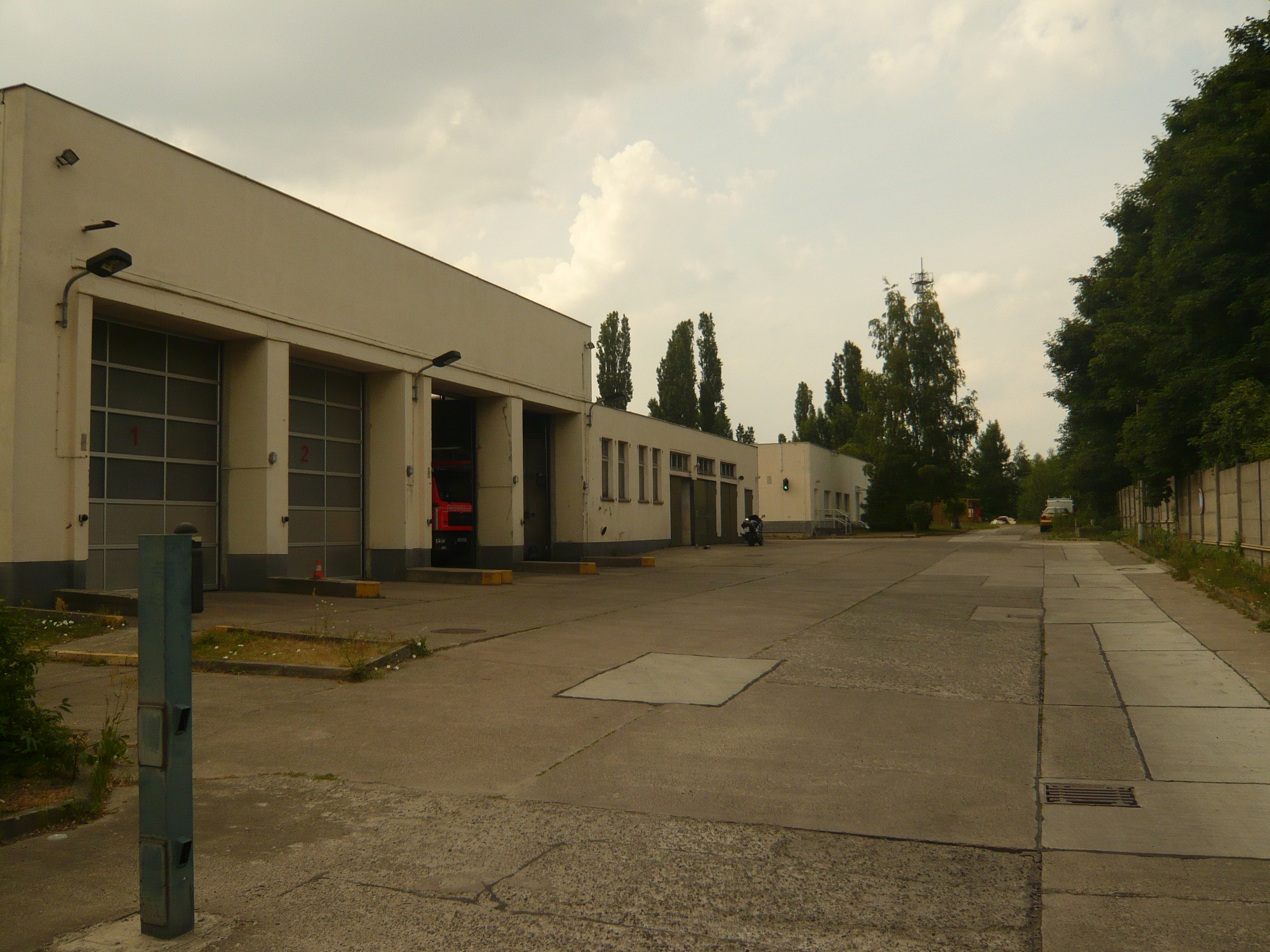
Standort der Lichtenberger Feuerwehr an der Josef-Orlopp-Straße,
Jahr 2010

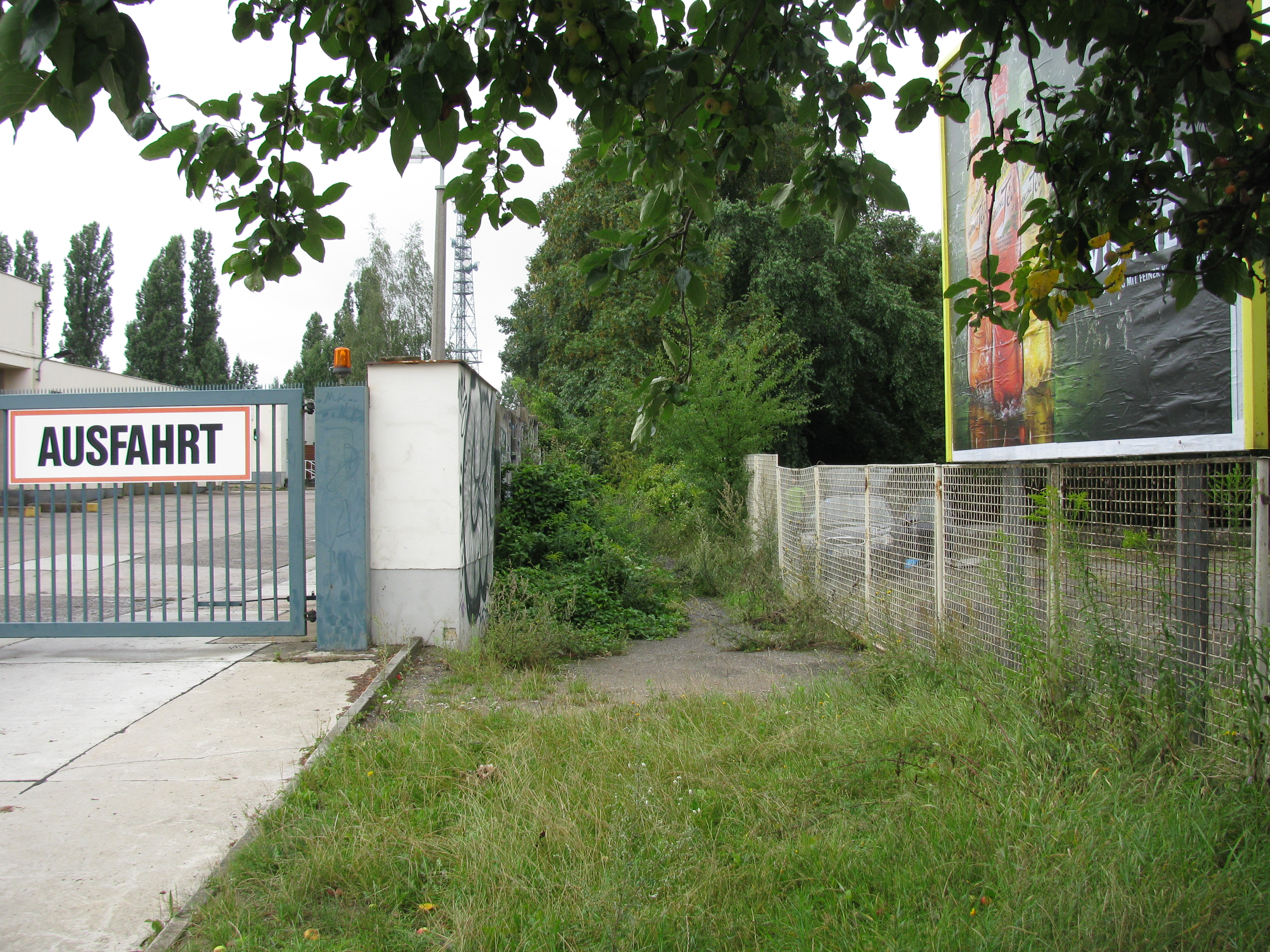
Feuerwehrausfahrt in der Josef-Orlopp-Straße

Nach der Wende wurde die Lichtenberger Rettungseinrichtung Teil der Berliner Feuerwehr. Sie hatte noch bis 1991 ihren Sitz in der Storkower Straße und bezog dann ein Gelände mit einem 1964 als Bürogebäude mit Garagenzeile errichteten zweigeschossigen Gebäude an der Josef-Orlopp-Straße (Zufahrten über Straße 15). – Es hatte anfangs partei-staatlichen Einrichtungen, später dem Ministerium für Staatssicherheit (MfS) zur Unterbringung von Wachsoldaten und als Prüfstelle für Kleinlöschgeräte gedient.
Im Rahmen des Umbaus des Bürohauses zur Feuerwache wurden weitere Gebäude auf dem Gelände errichtet. 
Die Freiwillige Feuerwehr Lichtenberg schloss sich 1991 mit der Freiwilligen Feuerwehr Friedrichsfelde zusammen und ging schließlich als eigene Abteilung in die Lichtenberger Feuerwache ein. Diese verblieb an ihrem Standort, trägt aktuell (2024) die Wachnummer 6400 und gehört zum Einsatzbereich E 6. Sie ist 24 Stunden besetzt, verfügt über neun Spezialfahrzeuge, und führt über ihre eigenen Einsätze hinaus die Betreuung der Freiwilligen Feuerwehr Hohenschönhausen und der Freiwilligen Feuerwehr Lichtenberg durch.
Das frühere Feuerwehrhaus in der Rathausstraße 11/12 wurde nach dem Auszug der MfS-Mitarbeiter zuerst Sitz einer Polizeidienststelle, die auch im neuen Berlin hier verbleiben konnte.

Auf dem angrenzenden Gelände zum Rathauspark hin hat die Howoge in den Jahren von 2015 bis 2020 zwei Wohnblöcke neu errichtet.

## Beschreibung/Architektur des ehemaligen Feuerwehrgebäudes in der Rathausstraße

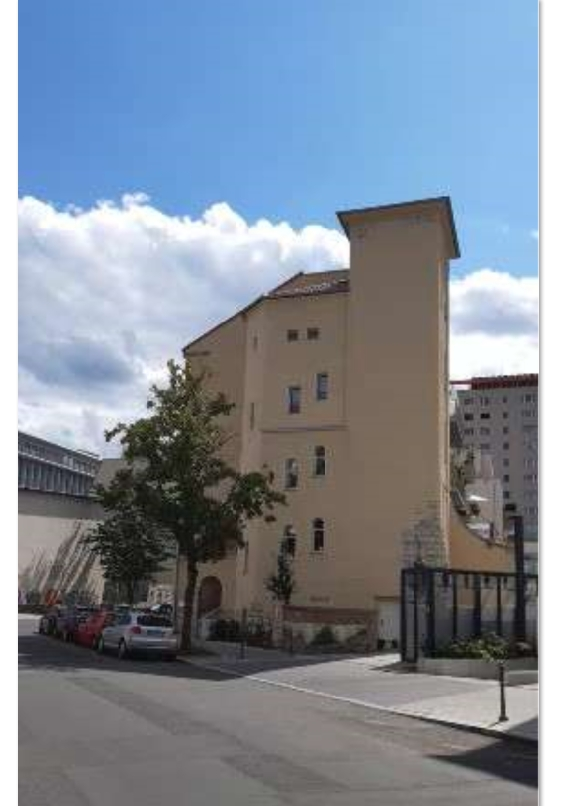
Ansicht von Norden, Jahr 2021

Der Sockel besteht bis in Höhe der ersten Etage aus Rustika-Werkstein. Hier waren anfangs vier Abstellräume für die Feuerwehrfahrzeuge untergebracht, die mit zweiflügeligen Toren im Rundbogenstil verschlossen wurden.  Darüber sind die ehemaligen Bereitschafts- und Wohnräume der Feuerwehrleute angeordnet, in allen Etagen mit Halbrundfenstern gestaltet. Der mittlere Bereich des Gebäudes erhielt zwei breitere Achsen mit jeweils fast doppelt so breiten Fenstern, die sich in die Form eines geschwungenen Giebels einfügen. In der fünften Etage befindet sich im Giebeldreieck ein einzelnes Fenster, das zu einer dahinter eingerichteten Stube wohl für einen Brandwächter gehörte. – An der Giebelform sind Anklänge an den Jugendstil erkennbar. Einige Jahre nach Inbetriebnahme wurde eine Remise umfunktioniert und wohl als Werkstatt genutzt. Die übrigen drei Einfahrten wurden von Rundbogen auf Rechtecktore umgestellt und granitene Stürze darüber gelegt.
An der Nordwestecke des Hauses steht ein turmähnlicher Anbau auf quadratischem Grundriss, der als Schlauchturm diente (siehe Foto).
Die Zugänge zu dem Haupttrakt befinden sich beiderseits in zwei schmalen Treppenbauten, das südliche führt in den ehemaligen Wohnbereich. Der nördliche Treppenturm ist auch der Zugang zum Wärterraum und zum Geräteturm. Hier gibt es einen kleinen einetagigen Vorbau als Art Windfang mit einem Viertelrunddach abgeschlossen. Die Treppenbauten sind gegenüber der Hauptfassade noch einmal um einige Zentimeter weiter von der Straße abgerückt.
Die Hofseite des Hauses nutzte die Remisen der Fahrzeuge, die breiter sind als das Haus und damit in den Hofraum hineinreichen, um darüber eine Terrasse anzuordnen, die vom Schlauchturm bis zum südlichen Treppenhaus reichen. Hier sind die Fenster der ersten Etage auch noch rundbogig, die der zweiten und dritten Etage sind (und waren) hochrechteckige Sprossenfenster. Hier befindet sich pro Wohneinheit je ein Balkon über drei Achsen.

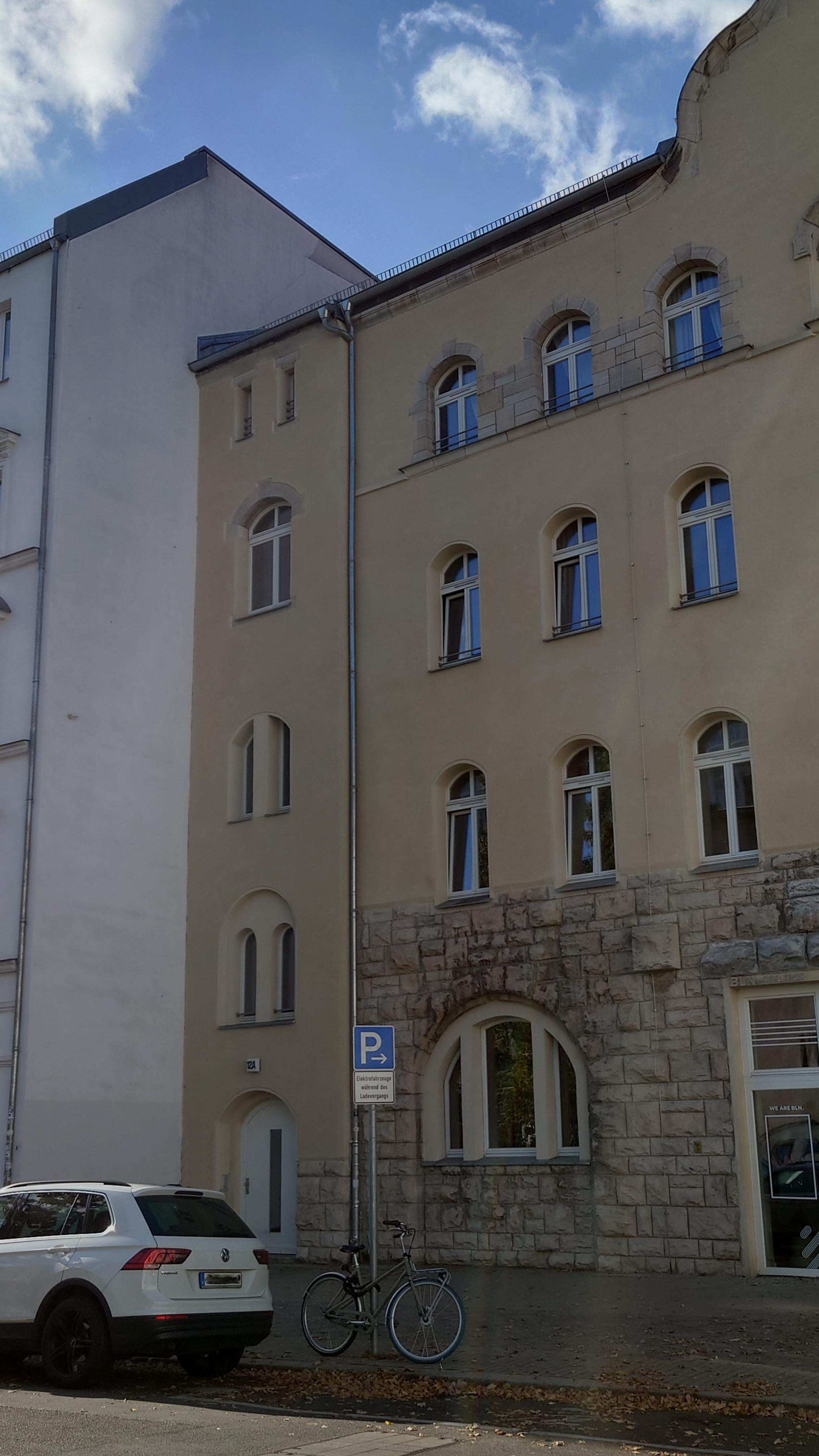
Detail Straßenseite: Treppenbereich
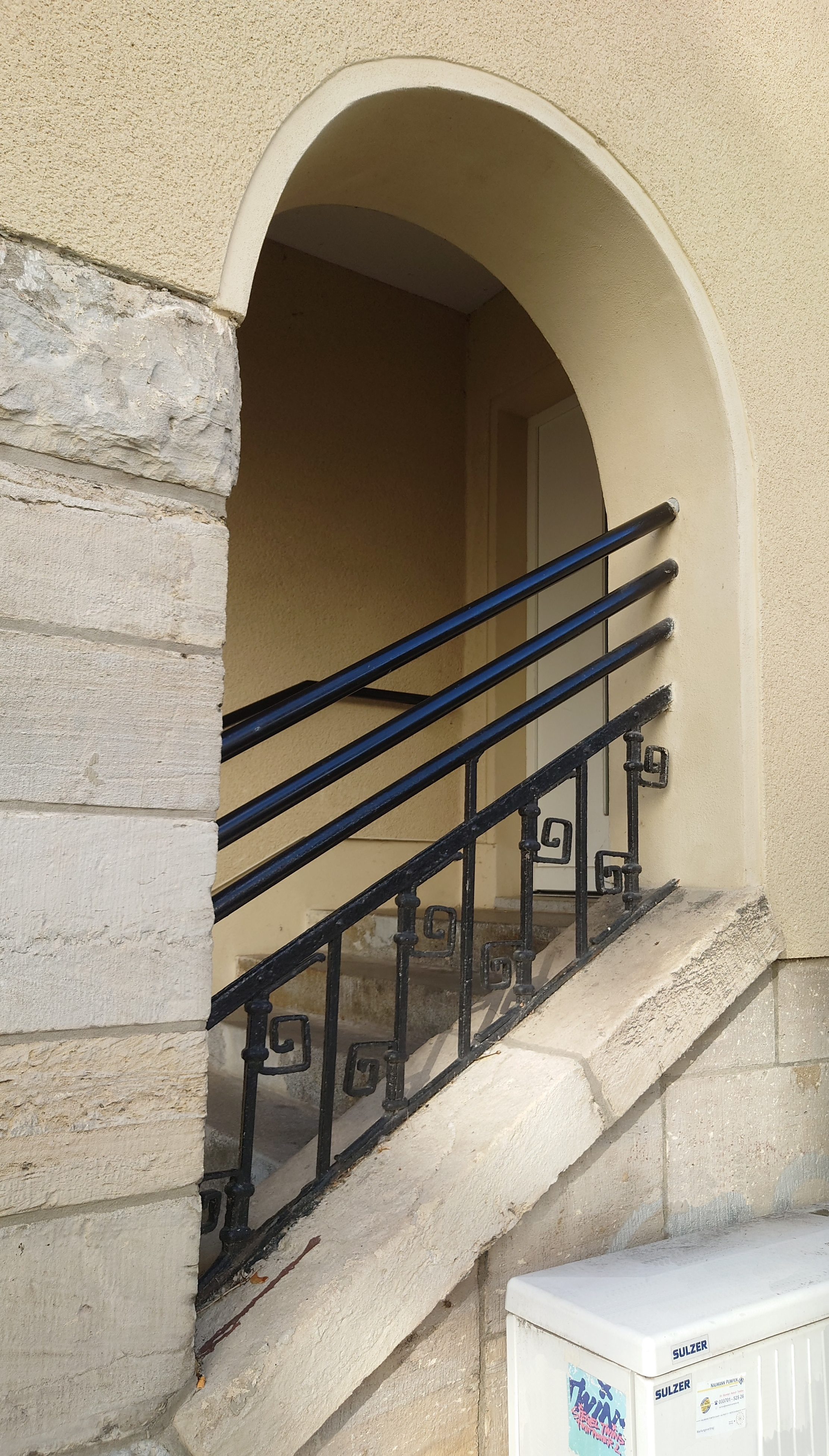
Geländer unter dem Vorbau, Nordseite
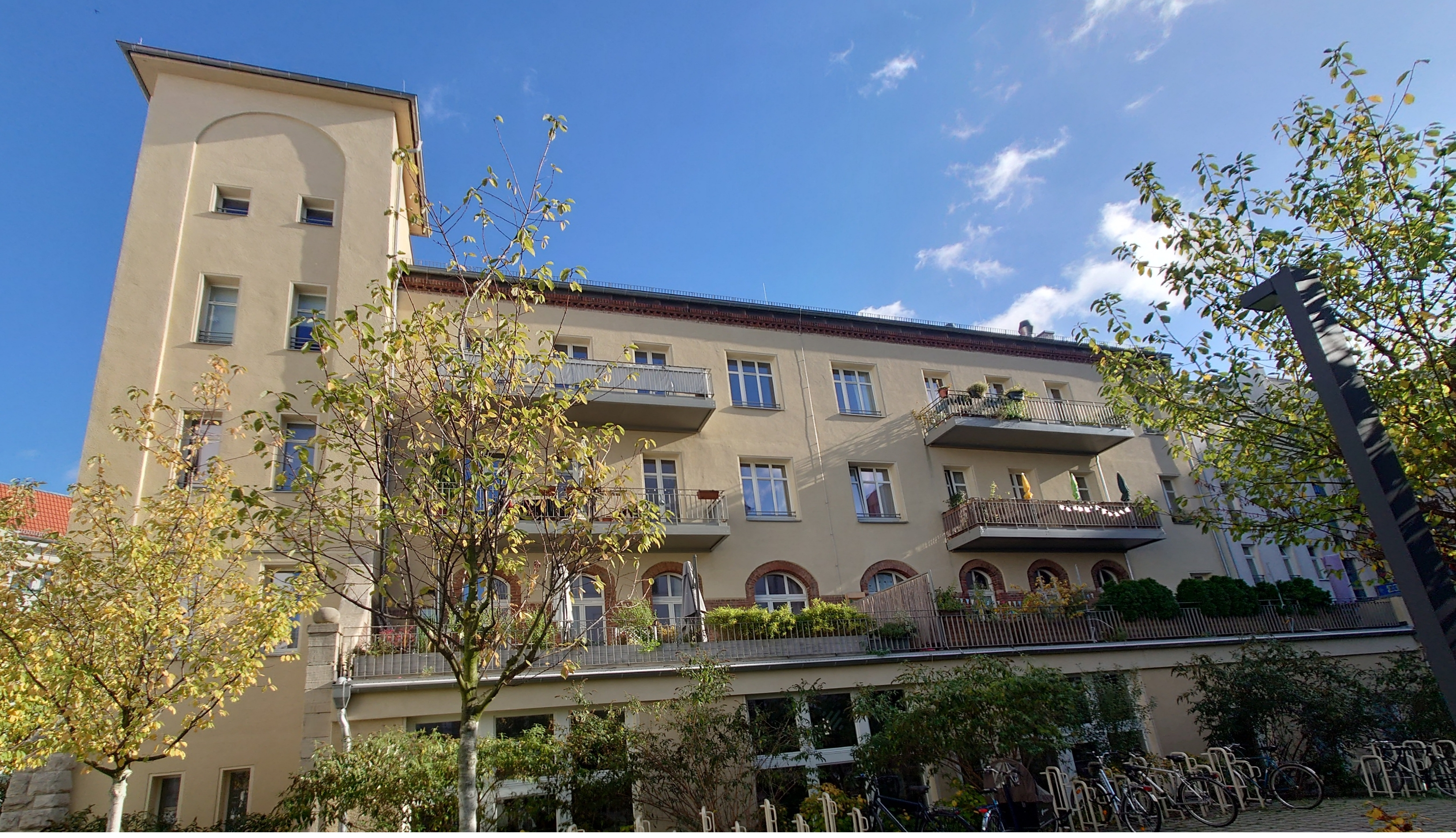
Hofseite
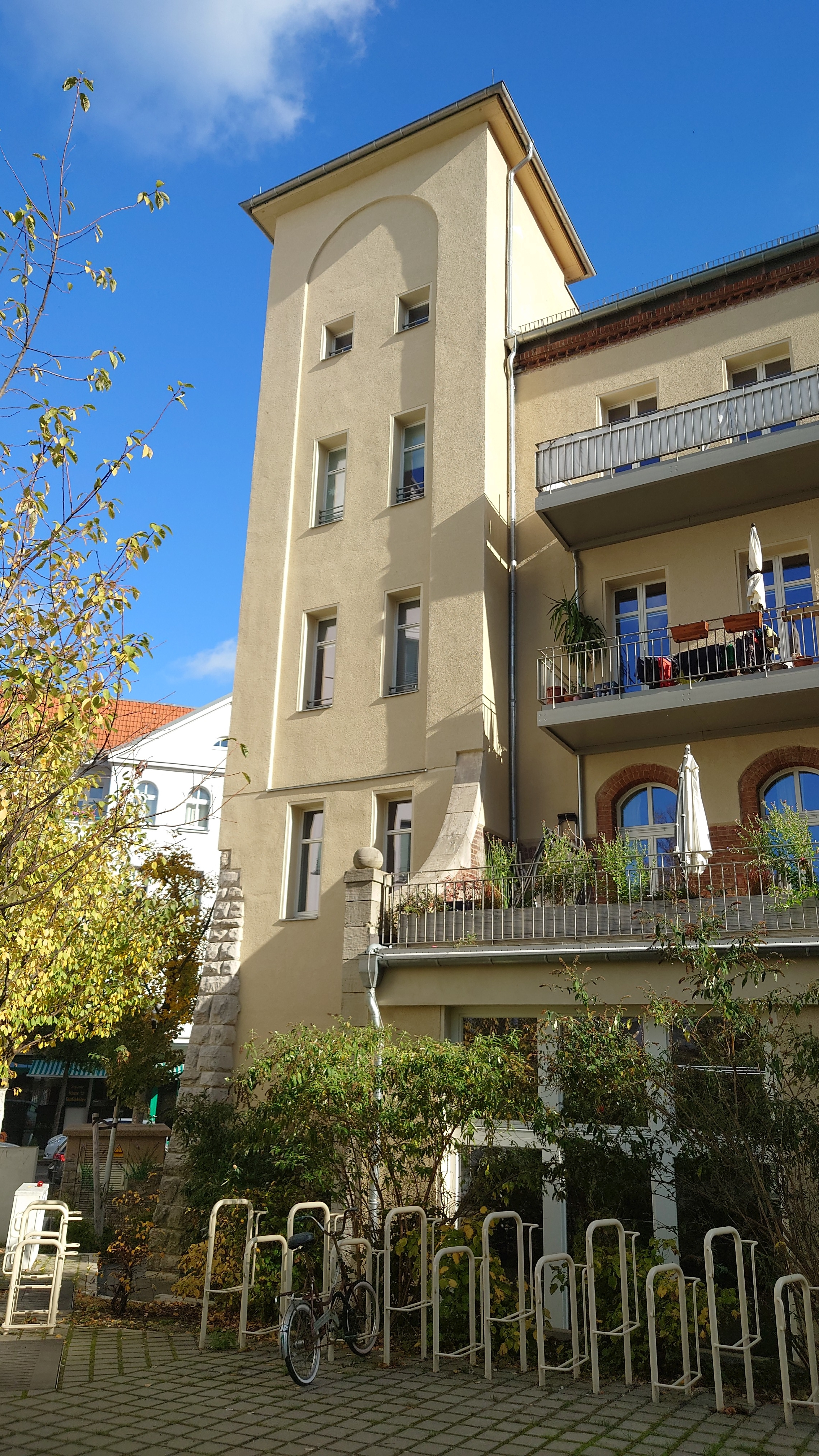
Schlauchturm

## Umnutzungen
Seit den 2000er-Jahren hatte die Polizeidirektion Lichtenberg mit der Nebenwache Polizeidirektion 6, Abschnitt 63, ihren Sitz hier, die um das Jahr 2004 in ein umgebautes Akademiegebäude am Nöldnerplatz umziehen konnte. Das ehemalige Feuerwehrhaus in der Rathausstraße wurde in einem Konzeptverfahren zum Verkauf ausgeschrieben. Dabei beurteilte die Jury die Bewerber nicht nur nach dem Preis, sondern auch nach dem Nutzungskonzept und der Verlässlichkeit des Bieters. Eine von Bürgern gegründete Interessengemeinschaft unter dem Namen Rathaussterne Lichtenberg, die eine soziale und kulturelle Nutzung anstrebte, wurde nicht berücksichtigt. Den Zuschlag bekam die Howoge. Diese Wohnungsbaugesellschaft hat unter Ausnutzung der umgebenden Fläche von mehr als 6000 Quadratmetern in den Jahren zwischen 2015 und 2020 zwei Wohnblöcke mit mehr als 130 Wohneinheiten errichtet und den Altbau denkmalgerecht umgebaut. Darin befinden sich nun hochwertige Eigentumswohnungen und im Parterre Einzelhandelsflächen (340 m² im Bestandsgebäude Alte Polizeiwache, 1 bis 2 Einheiten). Für den Einzug entsprechender Firmen wurden die dreiflügeligen Einfahrtstore gegen dreiflügelige Türen mit durchsichtigem Sicherheitsglas ausgetauscht. Die Stürze über den Einfahrten wurden gegen neu hergestellte aus Granit ausgetauscht.

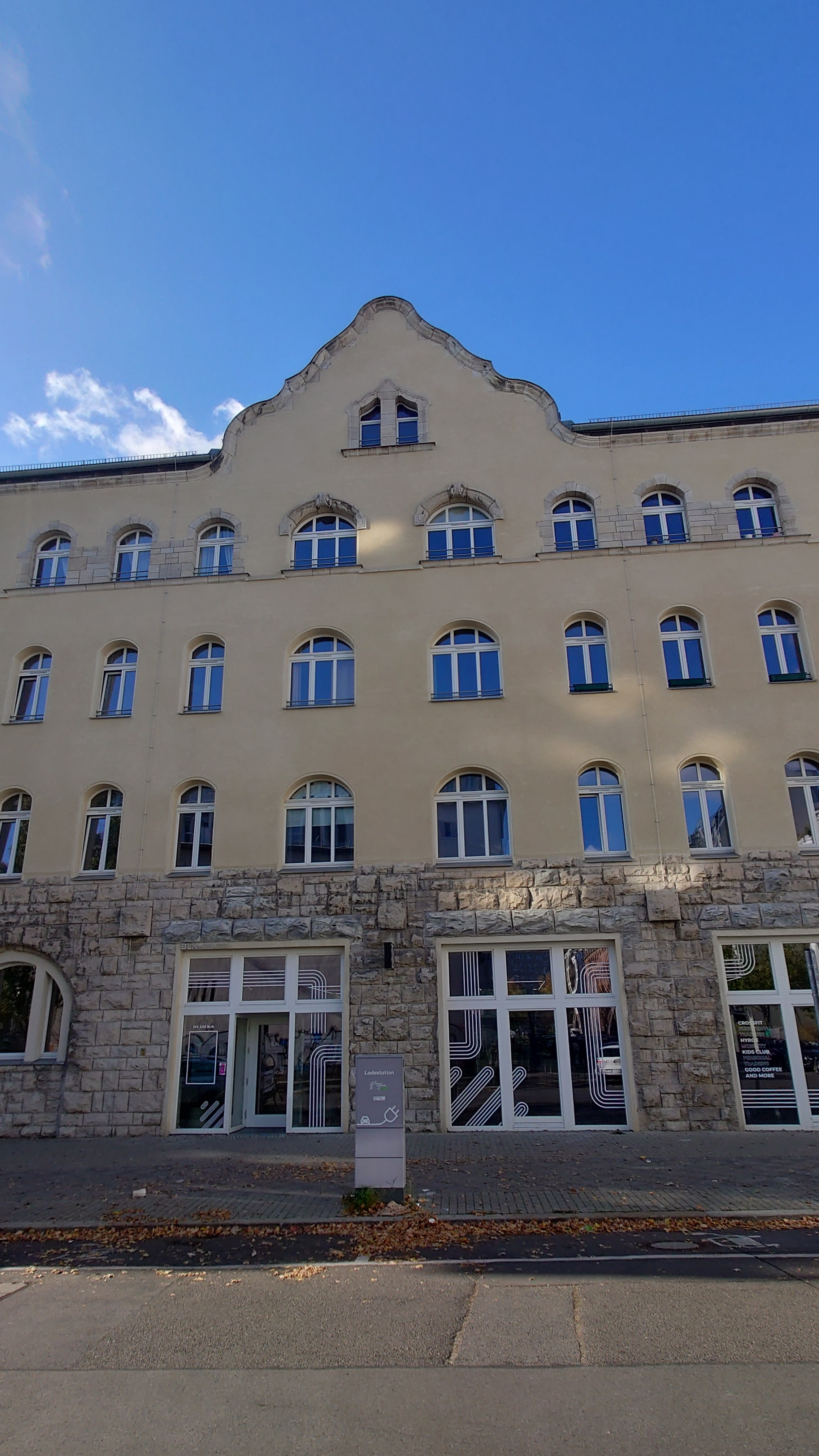
Neues Gewerbe in den ehemaligen Remisen
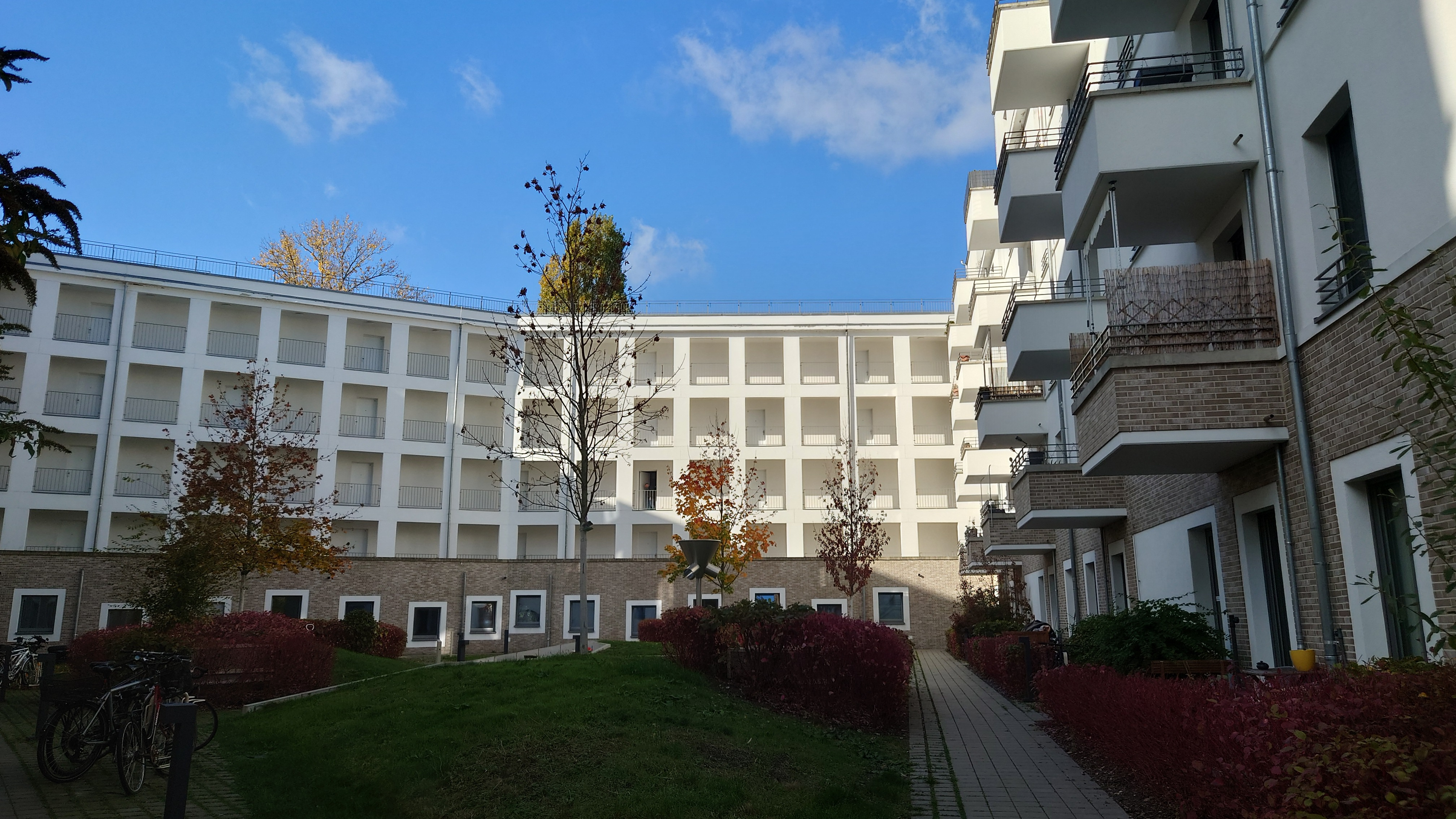
Neubaublock hinter der Alten Feuerwache
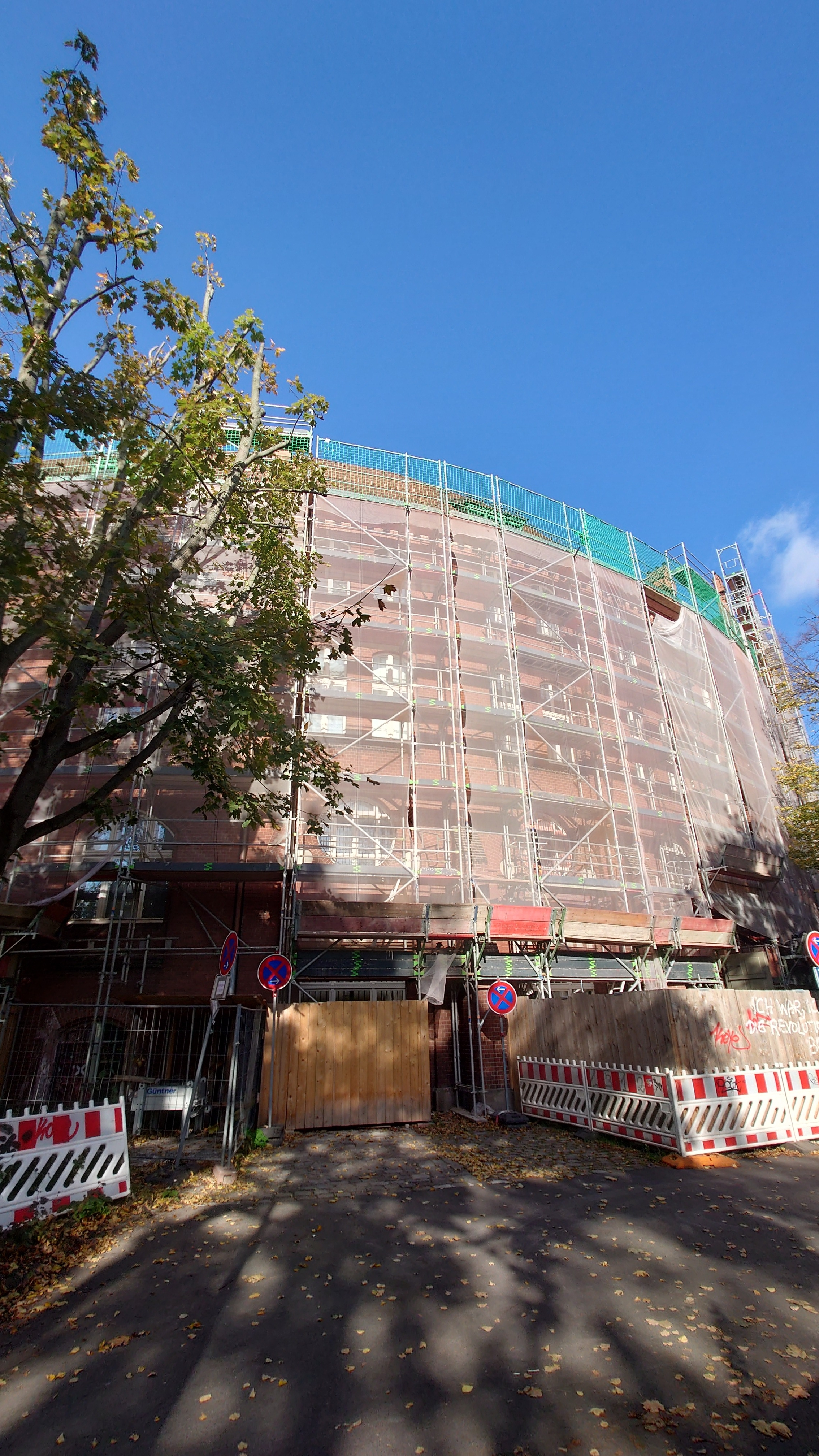
Ehemalige Feuerwehrremisen im Rathaus Lichtenberg Hinter Bauplanen im Oktober 2024